# ¡Gieco querido! Cantando al león
Gieco querido! Cantando al leon es un disco homenaje al cantautor argentino León Gieco producido por Sony BMG.
Producido en el año 2008, los orígenes de este disco se remontan a Calamaro querido! Cantando al salmón, el CD tributo a Andrés Calamaro, que fue lanzado al mercado en el 2006, llegando a vender más de 100.000 copias, y que también tuvo su parte 2. Allí el propio León participó en la canción “Algún lugar encontraré”. Reconocidos artistas del nivel de Luis Alberto Spinetta, Mercedes Sosa, Andrés Calamaro, Fabiana Cantilo, Teresa Parodi, Kevin Johansen y demás, participaron de este disco homenaje a León Gieco.
El álbum se compone de 2 CD:

## CD 1
1. La colina de la vida - Las Pelotas
2. Guitarra - Luis Alberto Spinetta
3. Todos los días un poco - Mercedes Sosa
4. Cinco siglos igual - Gustavo Santaolalla
5. De igual a igual - Los Tipitos
6. Canción de amor para Francisca - Bersuit Vergarabat
7. Familia rodante - La Vela Puerca
8. La Navidad de Luis - Jorge Rojas
9. Cola de amor - Arbolito
10. Mensajes del alma - Raly Barrionuevo
11. La Cultura es la sonrisa - Los Nocheros
12. La mamá de Jimmy - Smitten
13. Hombres de hierro - Infierno 18
14. La memoria - Reincidentes
15. I only ask of god - Outlandish

## CD 2
1. El ángel de la bicicleta – Attaque 77
2. Sin querer – Andrés Calamaro
3. En el país de la libertad - Fabiana Cantilo
4. El arrepentido - Abel Pintos
5. Cachito, campeón de Corrientes - Ismael Serrano
6. Tema de los mosquitos – Bahiano
7. Pensar en nada - Víctor Heredia
8. El imbécil - Kevin Johansen
9. Canción para Carito - Teresa Parodi
10. Bajo el sol de Bogotá - Dúo Coplanacu
11. Los salieris de Charly - Ariel, el traidor
12. Un poco de comprensión - Ivan Noble